# 평해화강편마암
평해화강편마암(平海花崗片麻巖, Pyeonghae granite gneiss)은 대한민국 영남 지괴/영남 육괴 북동부 경상북도 울진군 평해읍과 기성면 동부 해안 지역에 분포하는 선캄브리아기 고원생대 오로세이라기의 화강편마암이다. 

## 암상
평해화강편마암은 평해읍 직산리와 거일리 해안에서 월송리와 울진공항, 기성면 봉산리를 지나 사동리 지역까지 남-북 방향으로 분포하고 이외에 기성면 방율리 지역에 소규모로 고립 분포한다. 평해화강편마암은 화성암 기원으로 주로 흑운모 화강편마암으로 구성되며 안구상, 반상, 호상 구조가 나타나고 엽리가 심하게 발달한다. 평해읍 거일리 지역에서 조선 누층군에 대비되는 후포리층에 의해 부정합으로 덮이며 평해층군을 관입한다. 평해화강편마암의 화학 조성과 조직은 구례-하동 지역의 반상변정 편마암과 유사하다.

## 절대 연령
정창식 외(2000)은 2093±86 Ma (고원생대 라이악스기~오로세이라기)의 207Pb/206Pb 전암연대를 보고하였다. 장호완 외(2003)는 울진군 기성면 봉산리 울진공항 북측(북위 36° 47′ 10″ 동경 129° 27′ 40″ / 북위 36.78611°  동경 129.46111° ), 평해읍(북위 36° 45′ 01″ 동경 129° 28′ 50″ / 북위 36.75028°  동경 129.48056° ) 2개 지역의 평해화강편마암에서 채취한 저어콘에 대해 U-Pb 연대측정을 실시하여 1936±21 Ma (고원생대 오로세이라기)의 연대를 보고하였다. 김남훈 외(2009)는 1982±6.3 Ma (고원생대 오로세이라기)의 SHRIMP U-Pb 저어콘 연대를 보고하였다.

## 노두 사진
평해화강편마암은 울진군 평해읍 거일리, 기성면 구산리 해안에 잘 드러나 있다.
- 울진군 평해읍 거일리 울진대게로 485-5 남측 해안 (북위 36° 41′ 46.0″ 동경 129° 28′ 18.0″ / 북위 36.696111°  동경 129.471667° )
- 울진군 평해읍 거일리 울진대게로 559 전면 해안 (도로명주소, 북위 36° 41′ 46.0″ 동경 129° 28′ 18.0″ / 북위 36.696111°  동경 129.471667° )
- 울진군 기성면 구산리 산 8-9 해안 (지번, {북위 36° 45′ 56.0″ 동경 129° 28′ 38.0″ / 북위 36.765556°  동경 129.477222°
- 울진군 기성면 봉산리 구산봉산로 213 남측 사면 (도로명주소, 북위 36° 46′ 02.0″ 동경 129° 28′ 39.0″ / 북위 36.767222°  동경 129.477500° )
- 울진군 기성면 봉산리 구산봉산로 255~261 전면 해안 (도로명주소, 북위 36° 46′ 17.0″ 동경 129° 28′ 33.0″ / 북위 36.771389°  동경 129.475833° )

평해화강편마암
- 울진군 평해읍 울진대게로 485-5 남서 (이하 동일)
북위 36° 41′ 46.0″ 동경 129° 28′ 16.0″ / 북위 36.696111°  동경 129.471111°
- 북위 36° 41′ 46.0″ 동경 129° 28′ 18.0″ / 북위 36.696111°  동경 129.471667°
- 울진군 평해읍 울진대게로 559 전면 해안 (이하 동일)
- 북위 36° 42′ 06.0″ 동경 129° 28′ 32.0″ / 북위 36.701667°  동경 129.475556°
- 울진군 기성면 구산리 산 8-9 해안 (이하 동일)
- 북위 36° 45′ 56.0″ 동경 129° 28′ 38.0″ / 북위 36.765556°  동경 129.477222°
- 평해화강편마암을 관입한 밝은색 암맥, 울진군 기성면 구산봉산로 213
북위 36° 46′ 02.0″ 동경 129° 28′ 39.0″ / 북위 36.767222°  동경 129.477500°
- 울진군 기성면 구산봉산로 255~261 전면 해안 (이하 동일)
- 북위 36° 46′ 17.0″ 동경 129° 28′ 33.0″ / 북위 36.771389°  동경 129.475833°

## 같이 보기
- 울진군의 지질
- 하다우백질 화강편마암
- 후포리층
- 분천화강편마암